# Dactylorhiza kafiriana
Dactylorhiza kafiriana är en orkidéart som beskrevs av Jany Renz. Dactylorhiza kafiriana ingår i Handnyckelsläktet som ingår i familjen orkidéer.

## Underarter
Arten delas in i följande underarter:
- D. k. baumgartneriana
- D. k. kafiriana